# Удрежње
Удрежње је насељено мјесто у општини Невесиње, Република Српска, БиХ. Према попису становништва из 1991. у насељу је живјело 309 становника.

## Географија
Удрежње је село смештено у Удрежањском пољу, издигнутом делу терена на југозападном дијелу Невесињског поља. Центар села је удаљен ваздушном линијом од Невесиња око 5 km, а постојећим путем око 8 km. Удрежањско поље је дуго 2 km, а широко 1,5 km и пружа се у правцу исток-запад. Надморска висина поља је 920 до 950 m.
Око поља су брда која га одвајају од суседних села. Према Невесињском пољу је Буквица, од Биограда га дијели Тањево, јужни део села се наслања на планину Снијежницу и брдо Дубине, западна граница према селу Рабина је на Стражи, северозападно је узвишење Виљенак. Испод Снијежнице је увала са малим котлинама Дуги До, Крушево и Комаревци. У Комаревцима је и најнижа тачка села на 760 m.
Клима је као у Невесињском пољу континентална. Продор топлијег ваздуха са југа спречава издигнуто било Снијежнице.
Удрежње је оскудно водом поготово љети када је она најпотребнија. Број извора није мали (Тотин, Кнежак, Љељенци, Зминци, Грабовик, Радош, Чесма, Буквица, Каменице..) али су они сиромашни водом и углавном неприступачни. Воде са Удрежња отичу Зминачким и Љесковачким потоком.
На подручју Удрежња се налазе комерцијалне количине рудног блага и то боксита и мрког угља. Лежишта боксита су на превлакама кречњака преко старијих стијена и досад су експлатисана на више места површинским копом. Испитане највише залихе боксита су раседу котлине Крушево и до сада нису експлатисане. Лежиште мрког угља је подземно и пружа се од котлине Крушево гдје се јавља на површини, испод масива Тотин до засеока Ракова нога у селу Зови До.
Удрежње је путевима повезано (на север) са Невесињем и (западно) преко Рабине са путем Невесиње-Мостар. Уз оскудицу са водом путеви представљају највећи проблем за становнике села.
Куће у селу су груписане по засеоцима (Махала, Заклопци, Сабљача, Зубаче, Замрштен, Кула, Губераш) углавном на ободу Удрежањског поља, а у котлини испод Снијежнице су Дуги До и данас не насељени Комаревци.
Породице по засеоцима:
1. Махала: Вујадиновић и Зуровац;
2. Заклопци: Шиповац, Гамбелић и Шкипина;
3. Сабљача: Драговић, Вујадиновић и Лиздек;
4. Зубаче: Драговић;
5. Замрштен: Гамбелић и Вукосав;
6. Кула: Ивановић, Вукосав, Мићевић, Буквић, Таминџија и Андријић;
7. Губераш: Кљакић, Чупковић и Баћина и
8. Дуги До: Кљакић и Драговић.

## Историја
Удрежње је кроз историју било насељено мјесто што потврђују остаци утврђења на Цинциљу (врх на брду Стража) и ископине цигле у Зубачама. Преко Удрежња је ишао римски пут (уз Дубине-центром села — Калуфи на Буквици и дање преко с. Залужја на Овчи брод на ријеци Заломци).
У Дубинама постоје остаци римског пута, издубљени у камену отисци коњаских стопа и трагови римских кола.
Пре данашњег, нашег становништва зна се поуздано да су Удрежње насељавали преци данашњих Буњеваца у западној Бачкој (Бач, Бајмок, Сомбор..). То становништво је било пелашко-динарског порекла (наши стари су их звали Грцима). Потврда њиховог живљења на Удрежњу као и на цијелом невесињском простору су богумилски споменици. То старо становништво Балкана па и наших крајева само је декларативно прихватило хришћанство, а у основи је живјело по правилима своје старе вјере богумилства. Данас се са сигурношћу зна само хришћанска црква то не дозвољава да је богумилство старије од хришћанства и да је то вјера старих становника Балкана и Мале Азије. Непостојање хришћанских цркава (само Дреновник у Кифином селу) и манастира до друге половине 19. вијека потврђује да становништво невесињског краја до насељавања наших старих из Црне Горе било у другој религији која није подизала богомоље. Готово да нема гробља на Удрежњу и у невесињском крају гдје православно гробље није на богумилском. У Удежњу се налазе веома лијепо урађени стећци на: у губерашком гробљу, на Маричин бријегу, у Љесковцу (заклопачко старо гробље), стећак на грбници (испод Сабљаче)...), стећак-Атлијин гроб). Камене остатке кућа и стаја наши стари када су дошли из Црне горе су искористили за зидање својих објекта.
Пелашко-илирско становништво напустило је Удрежње после године без љета (1816) када је као последица ерупције вулкана Тамбора у Индонезији 05. до 15. априла 1815. године цијела северна земљина полулопта на висинама преко 400 m имала имала годину 1816. без рода. Изрека нашег народа отишли ко Грци по површици је у свему тачна осим по називу народа који је напустио Удрежње. Једина породица од пре 1816. која се задржала на Удрежњу до после херцеговачког устанка (1875/76) била је породица Чолак. На њено имање су дошли Вујадиновићи из Сабљаче (до доласка на Удрежње Јанковићи).
Данашње становништво Удрежња је насељено без изузетка из Црне Горе у периоду од 1820. до 1882 године. Неки су доселили директно, а неки су се пресељавали више пута док нису стигли на садашње станиште. Прва породица која је доселила на Удрежње из Црне Горе после године без љета били су Чупковићи. Вујадиновићи из доње Махале су дошли 1836 из Подвраћа (Белопавлићи) изнад долине Зете. За остале породице текст треба допунити.

## Други светски рат
У селу Удрежњу у невесињском срезу ноћу између 1. и 2. јуна 1941. године „у самој цркви усташе су дивљачки изрезале ножевима све иконе, а украсе на јеванђељу и нож којим се сече нафора узели. Јеванђење су бацали у ватру једне куће која се запалила у близини цркве, а у цркви убили 9 људи“.

## Становништво
| Националност | 1991. | 1981. | 1971. | 1961. |
| Срби         | 307   | 399   | 581   | 625   |
| Југословени  | 2     | 6     |       |       |
| Хрвати       |       |       | 1     |       |
| непознато    |       |       | 1     | 1     |
| Укупно       | 309   | 405   | 583   | 626   |

| Демографија | Демографија | Демографија |
| Година      | Становника  | Становника  |
| ----------- | ----------- | ----------- |
| 1961.       | 626         |             |
| 1971.       | 583         |             |
| 1981.       | 405         |             |
| 1991.       | 309         |             |